# 盧松江
盧松江（1937年—？），已故香港足球運動員，司職中衛。盧松江踢法硬朗，能左右開弓、頗有遠射腳頭，常擔任十二碼劊子手。

## 球員生涯
盧松江1958年肄業於新法英文書院。他出身於南華盛世，1956年在南華預備隊展開球員生涯，何志坤是他的師兄、老拍檔。1957年至1959年，他曾於數場甲組聯賽中上陣。1959–60年賽季起，他成為南華正選11人之一。
1962年，盧松江與隊友李德煒一同下山加盟元朗，擔任球隊隊長的他帶領元朗於該季歷史性首奪聯賽冠軍。1965年，盧松江與元朗領導層不和，轉投九巴。1970年，盧松江轉投中下遊的東方，1973年季尾掛靴。

## 國際賽生涯
1962年，盧松江首度入選香港隊，作客新加坡出戰星港埠際賽。1962年，盧松江入選中華民國隊，訪問東南亞國家。1963年，隨中華民國隊奪得默迪卡盃冠軍。

## 教練生涯
掛靴後，盧松江轉任東方隊助教。1974年末，時為光華助教的他，接替吳偉文成為光華主教練。1976年，盧松江復出，擔任海蜂球員兼助教，次年升為主教練。後來，盧松江先後帶領寶路華、先特霸升班。他最後執教的球隊為流浪。

## 個人生活
盧松江是愛民邨居民，晚年居於美國。

## 個人榮譽
- 1957年、1958年、1959年、1960年、1961年、1962年、1966年香港甲組足球聯賽：冠軍
- 1957年、1958年、1959年、1961年香港高級銀牌賽：冠軍
- 1963年默迪卡盃：冠軍